# Lilla Grundsjön
Lilla Grundsjön är en sjö i Alingsås kommun i Västergötland och ingår i Göta älvs huvudavrinningsområde. Sjön är 6,8 meter djup, har en yta på 0,01 kvadratkilometer och är belägen 164 meter över havet.